# الکساندر ولتر
الکساندر ولتر (پرتغالی: Alexandre Welter؛ زادهٔ ۳۰ ژوئن ۱۹۵۳) قایقران قایق بادبانی اهل برزیل است.
وی در مسابقات کشوری و بین‌المللی در مجموع برندهٔ ۱ مدال طلا شده‌است.